# Moro konflikt
Moro konflikt je ozbrojený konflikt mezi morskými muslimskými povstalci a centrální filipínskou vládou. Největšími povstaleckými skupinami jsou Fronta národního osvobození Morů, Fronta islámského osvobození Morů, a skupina Abú Sajjáf. Počátky současného násilí konfliktu sahají do roku 1969, i když jeho kořeny lze vystopovat k Morskému povstání proti nadvládě Spojených států v roce 1899. V roce 1969 byl konflikt znovu rozdmýchán vládní protipartyzánskou operací, při které zahynulo přes 60 muslimů.
Celkově si konflikt vyžádal více než 160 000 oběti z řad povstalců, vojáků, policistů a civilistů.